# Kolar Gold Fields

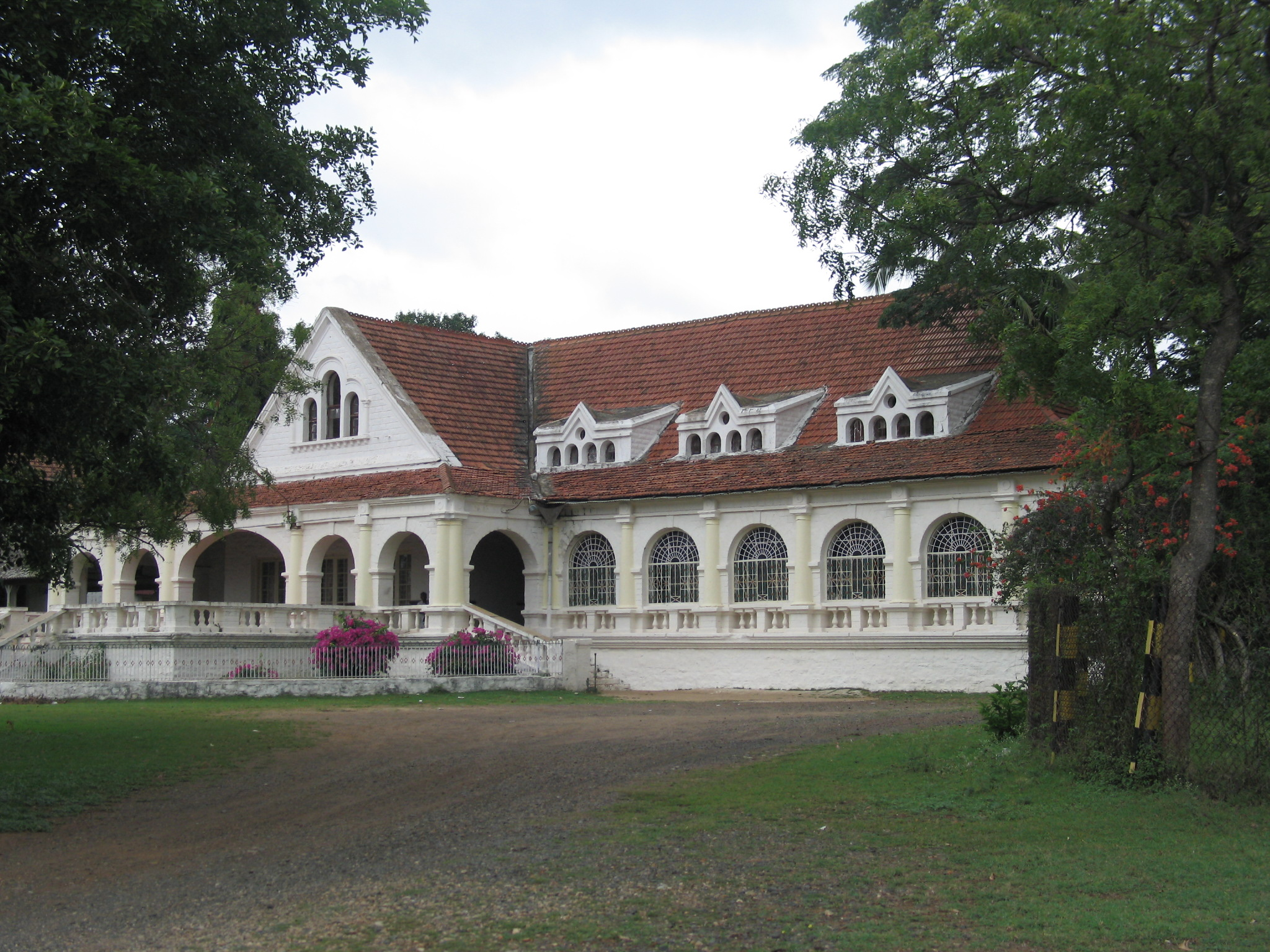
KGF Klub

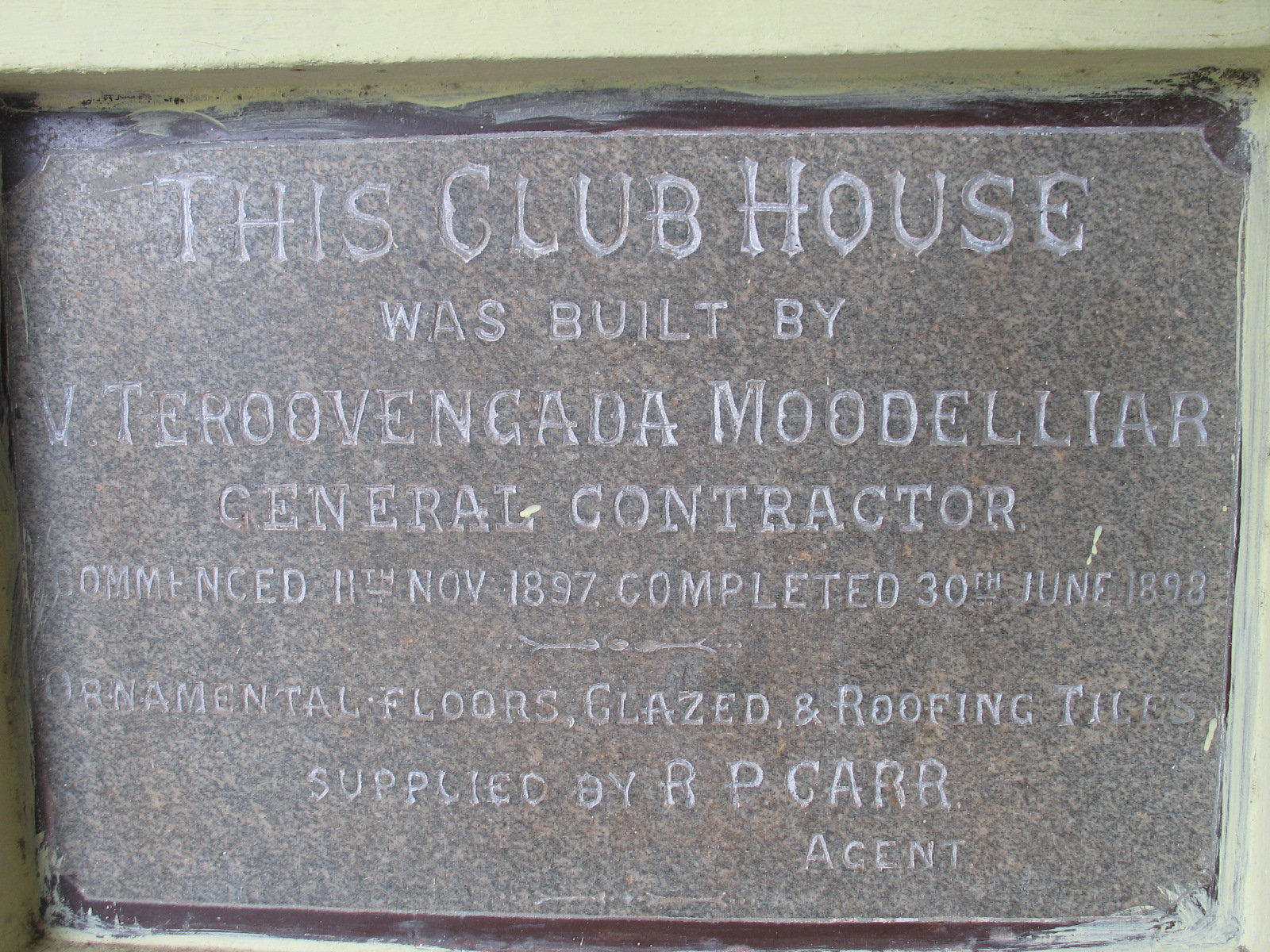
Gedenktafel am Klubeingang

Kolar Gold Fields (K.G.F.) ist ein Bergbaugebiet und Taluk (Verwaltungseinheit) im Distrikt Kolar des indischen Bundesstaates Karnataka. Der Hauptsitz befindet sich in Robertsonpet, wo die Angestellten von Bharat Gold Mines Limited (BGML) und BEML Limited (früher Bharat Earth Movers Limited) und ihre Familien leben. K.G.F. liegt etwa 30 km von Kolar, 100 km von Bengaluru, der Hauptstadt von Karnataka, und 245 km von Chennai, der Hauptstadt von Tamil Nadu, entfernt.
Über ein Jahrhundert lang war die Stadt für den Goldabbau bekannt. Die Mine wurde am 28. Februar 2001 wegen des Verfalls des Goldpreises geschlossen, obwohl Gold dort heute noch vorhanden ist. Eines der ersten Kraftwerke Indiens wurde 1889 zur Versorgung des Bergbaubetriebs gebaut. Zwischen den 1960er Jahren und 1992 fanden in dem Minenkomplex einige Experimente der Teilchenphysik statt.

## Geschichte
Die Geschichte der Kolar Gold Fields wurde von dem britischen Missionar Fred Goodwill zusammengestellt, der bis zum ersten Drittel des 20. Jahrhunderts Superintendent der Polizei, Malediven und Kolar Gold Fields war. Goodwills Studien wurden unter anderem im Quarterly Journal of the Mythic Society veröffentlicht.
Kolar wurde im zweiten Jahrhundert nach Christus von dem westlichen Zweig der Ganga (Dynastie) gegründet. Solange sie an der Macht waren (beinahe 1.000 Jahre), führten sie den Titel "Kuvalala-Puravareshwara" (Herr von Kolar), auch nachdem sie ihre Hauptstadt nach Talakadu verlegt hatten. Von Talakadu aus herrschten die westlichen Gangas über Gangavadi (die südliche Heimat des Kannada-Volkes).
Kolar kam im Jahr 1004 unter die Herrschaft der Chola. Nach ihrem üblichen Namenssystem nannten die Cholas den Bezirk Nikarilichola-mandala. Um 1117 eroberten die Hoysalas (unter Vishnuvardhana) die Städte Talakadu und Kolar und vertrieben die Cholas aus Mysore. Der König Vira Someshwara teilte das Reich 1254 unter seinen beiden Söhnen auf, wobei Kolar an Ramanatha ging.
Die westlichen Gangas machten Kolar zu ihrer Hauptstadt und herrschten von dort aus über die Städte Mysore, Coimbatore und Salem. Um das 13. Jahrhundert schrieb der Weise und Asket Pavananthi Munivar in der Ulagamadhi-Höhle das Buch Nannool über die tamilische Grammatik.
Unter der Chola-Herrschaft soll König Uththama Chola den Tempel für Renuka erbaut haben. Die Chola-Herrscher Virarajendra Chola, Vikrama Chola und Raja Nagendra Chola (Rajendra I.) errichteten Steinbauten mit Inschriften in den Städten Avani, Mulbagal und Sitti Bettta. Chola-Inschriften weisen auf die Herrschaft von Adithya Chola I. (871–907), Raja Raja Chola I. und Rajendra Chola I. von Kolar hin, wobei Kolar als "Nikarili Cholamandalam" und "Jayam Konda Chola Manadalam" bezeichnet wird.
Inschriften von Rajendra Chola I. finden sich auf dem Kolaramma-Tempel. Unter den Cholas wurden in Kolar viele Siva-Tempel gebaut, wie der Someshwarar- und der Sri Uddhandeshwari-Tempel im Dorf Marikuppam, der Eswaran-Tempel in Oorugaumpet und der Sivan-Tempel im Dorf Madivala. Die Chola-Herrschaft in Kolar dauerte bis 1116. Die Chola-Inschriften sind danach vernachlässigt und durch Vandalismus beschädigt worden. Laut dem britischen Historiker und Archäologen B. Lewis Rice wurden Namen und Ereignisse durcheinander gebracht.
Die Vijaynagar-Herrschaft in Kolar dauerte von 1336 bis 1664.
Im 17. Jahrhundert kam Kolar als Teil des Jagir von Shahji Bhonsle (Vater des Shivaji) für 50 Jahre unter Maratha-Herrschaft, bevor es 70 Jahre lang von Muslimen regiert wurde. Im Jahr 1720 wurde Kolar Teil der Provinz Sira; General Fath Muhammad, der Vater von Hyder Ali, war Faujdar der Provinz. Kolar wurde dann von den Marathas, dem Nawab von Cuddapah, dem Nizam von Hyderabad und Hyder Ali regiert.

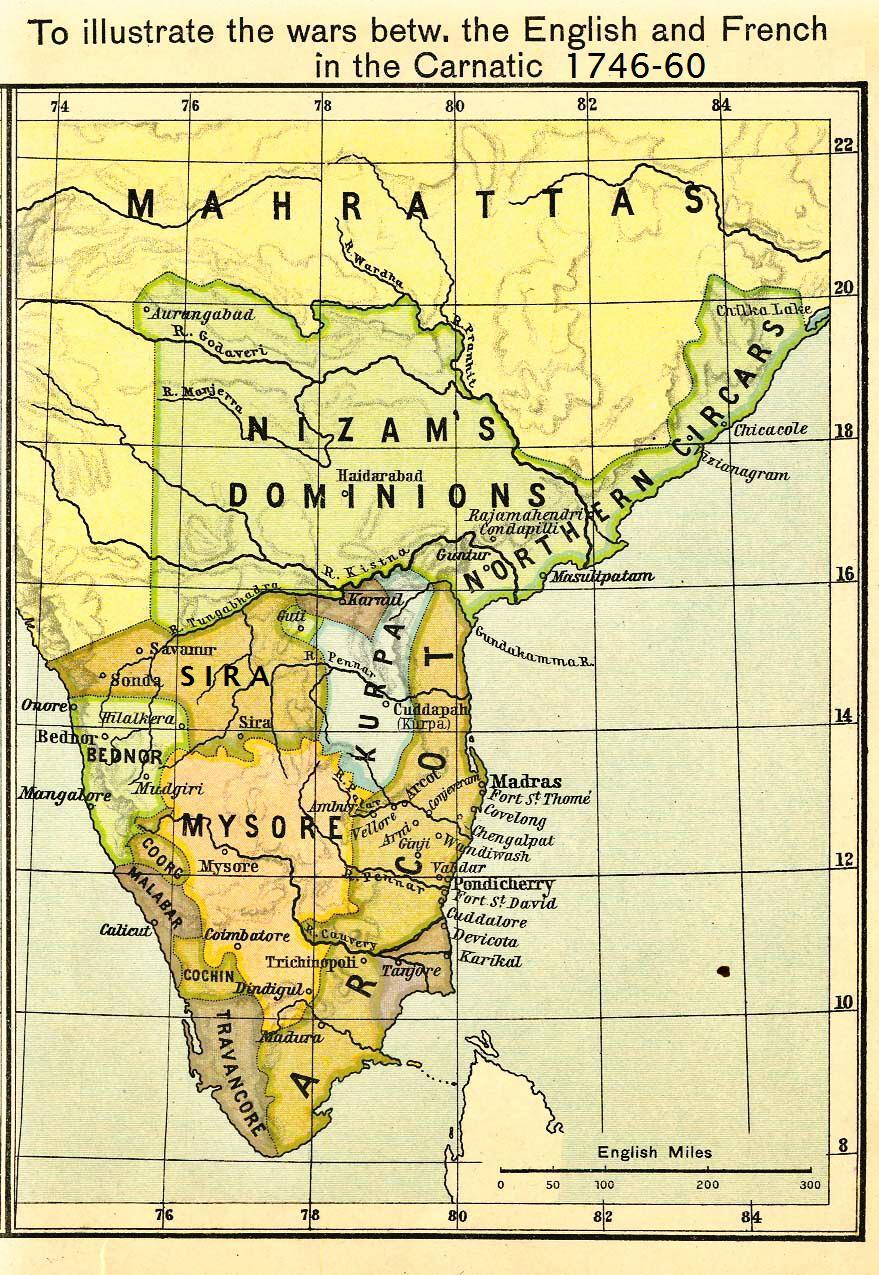
Karte von Südindien zur Zeit der anglo-französischen Kriege um Karnatik, 1746–1760

Von 1768 bis 1770 wurde die Provinz von den Briten (als Britisch-Indien) regiert, bevor sie erneut an die Marathas und dann an Hyder Ali überging. 1791 eroberte der britische General Lord Cornwallis Kolar und gab es im darauf folgenden Jahr im Vertrag von Seringapatam wieder an Mysore zurück. Zu den Unterzeichnern des Vertrages gehörten neben Charles Cornwallis (im Namen der britischen Ostindien-Kompanie), Vertreter des Nizam von Hyderabad und des Maratha-Reiches sowie Tipu Sultan, der Herrscher von Mysore.
Inschriften in der Region weisen auf die Herrschaft von Mahavalis (Baanaas), Kadamba, Chalukya, Pallava, Vaidumbaas, Rashtrakuta, Cholas, Hoysalas und Mysore-Königen hin. B. Lewis Rice verzeichnete im 10. Band der Epigraphia Carnatica 1347 Inschriften im Distrikt. Von den Inschriften sind 714 in Kannada (siehe Kannada oder Kannada-Schrift), 422 in Telugu (siehe Telugu/Telugu-Schrift) und 211 in Tamil (siehe Tamil/Tamilische Schrift) geschrieben.

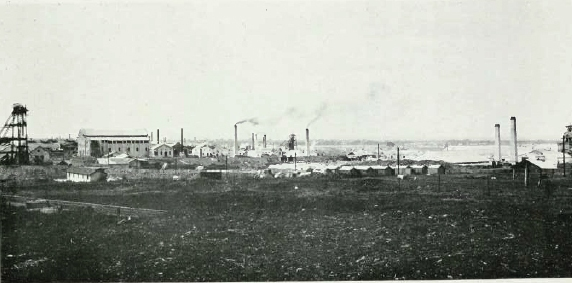
Kolar Gold Fields, 1913

John Taylor III. erwarb 1880 eine Reihe von Minen in K.G.F., die sein Unternehmen (John Taylor & Sons) bis 1956 betrieb; die Mysore Gold Mining Company war eine Tochtergesellschaft. Im Jahr 1902 wurden die Minen mit einem 140 Kilometer langen Kabel von General Electric vom Wasserkraftwerk am Shivanasamudra-Wasserfall aus elektrifiziert. Die Regierung von Mysore übernahm die Minen 1956.

## Nationales geologisches Denkmal
Die pyroklastische Lava und die Kissenlava auf den Kolar Gold Fields wurden vom Geological Survey of India (GSI) zu einem nationalen geologischen Denkmal erklärt, um sie zu schützen, zu erhalten und den Geotourismus zu fördern.